# Stavanger/Sandnes
Stavanger/Sandnes er Norges tredje største bymæssige bebyggelse bestående af sammenhængende byområder i kommunerne Stavanger, Sandnes, Sola og Randaberg. Byområder, som defineret af SSB, har 225.020 indbyggere pr. 4. november 2019, fordelt over 79,31 km². Disse kommuner udgør "Nord-Jæren" i regionen Jæren, og har tilsammen 261.485 indbyggere pr. 1. januar 2020. Byområdet har landets største procentvise befolkningsvækst, og Sandnes er landets hurtigst voksende by.
Den bymæssige bebyggelse er skabt ved at bebyggelsen langs hovedvejene sydpå fra Stavanger er vokset og ført til at de to byer Stavanger og Sandnes er vokset sammen, og ifølge SSBs definition for byområder er de to byer nu at opfatte som ét byområder. Bebyggelser i kommunerne Sola og Randaberg mod grænserne er også nære nok til at inkluderes i dette.
Stavanger/Sandnes er den centrale del af byregionen Stavangerregionen.